# Aloza niebieska
Aloza niebieska, aloza małooka (Alosa aestivalis) – gatunek małej morskiej ryby ławicowej z rodziny śledziowatych (Clupeidae).

## Występowanie
Zachodnie wybrzeże Oceanu Atlantyckiego od stanu Massachusetts na północ po Rzekę Św. Jana na Florydzie. Na północy spotykana aż po wyspę Cape Breton w Nowej Szkocji oraz w rzece Mohawk nawet 150 km w głąb lądu. Ian Blackburn i Karin Limburg prowadzą badania, które mają za zadanie określić czy osobniki występujące w rzekach stanu Nowy Jork pochodzą z migracji, czy też na stałe zamieszkują tamte wody. Aloza niebieska preferuje wody do głębokości 50–55 metrów.
Żyje na głębokości 5–55 m, prawdopodobnie zimę spędza bliżej dna na otwartym morzu, zaś wiosną zbliża się do brzegu.

## Cechy morfologiczne
Osiąga długość ok. 27 cm (maksymalnie 40 cm) oraz 200–400 g wagi. Ciało wydłużone, w przekroju owalne. 47–53 kręgi. Na brzuchu wyraźny kil z łusek. Linia boczna niezbyt wyraźnie zaznaczona. Oczy i skrzela proporcjonalnie małe. W szczęce górnej wyraźne nacięcie, szczęka dolna wystaje za szczękę górną. Z przodu pyska u młodych ryb maleńkie zęby, z wiekiem zanikają. 7 par łuków skrzelowych, na górnej części pierwszej pary łuków skrzelowych 41–52 wydłużone wyrostki filtracyjne (u ryb do 10 cm długości mają normalną długość). Płetwa grzbietowa romboidalna z 15–20 promieniami; w płetwie odbytowej 15–21 promieni. W płetwach piersiowych 14–18 promieni, w płetwach brzusznych 9–11 promieni.
Grzbiet granatowy, za głową ciemna plama. Płetwy brzuszne, odbytowa i grzbietowa są koloru pomarańczowego lub czerwonawego. Płetwy piersiowe i ogonowa ciemniejsze, koloru niebieskiego lub srebrnego. Jama otrzewnej czarna.

## Rozród
Dojrzewa płciowo przy długości ok. 25 cm w wieku 3–4 lat.
Aloza niebieska, podobnie jak większość ryb z rodziny śledziowatych, rozmnaża się oraz przebywa w stanie larwalnym w wodach słodkich lub słabo zasolonych. Dorosłe osobniki migrują na akweny, w których odbywa się tarło, nawet od połowy IV, gdy temperatura wód w rzekach wynosi 6–9 °C. Większość osobników odbywa tarło w sezonie letnim, od końca VI do końca VII (w Zatoce Chesapeake trze się w IV, w rzece Connecticut od IV do IX, w rzece Delaware od IV do VI, w rzece Potomak w IV i V). Aloza niebieska do rozmnażania preferuje górne biegi rzek lub płytkie strumienie o silnym nurcie i twardym kamienistym dnie. Gatunek ten rozmnaża się w dużych grupach. Tarło odbywa się późnym popołudniem i wieczorem. Jedną samicą może interesować się kilka lub kilkanaście samców. Samce pobudzają samice do wypuszczenia ikry ocierając się o jej grzbiet. Równocześnie z samicami, samce wypuszczają do wody nasienie. Ikra składana jest przy dnie, pośród kamieni; jest okrągła, gładka i lepka, barwy żółtej, pomarańczowej lub bursztynowej; żółtko ziarniste, zajmuje ok. 1/4 średnicy jaja.
Wylęg po 50–72 godzinach. Po osiągnięciu około 5 cm młode kierują się w dół rzeki. Żyje około 8–12 lat, w zależności od środowiska. Dojrzałość płciową osiąga po 3–4 latach.

## Odżywianie
Podstawowym elementem diety alozy niebieskiej jest zooplankton. Żywi się głównie widłonogami (Acartia, Alteutha, Eurytemora, Pseudodiaptomus i Thalestris), krylem (Corophiumi Gammarus), mniejszymi gatunkami krewetek (m.in. Crangon), lasonogami (Neomysis), małżoraczkami (Cypris), równonogami oraz larwami owadów. Zjada również niewielkie ryby.
Najpospolitszymi pasożytami alozy niebieskiej są kolcogłowy (Acanthocephala) i nicienie (Nematoda).

## Znaczenie
Ma znaczenie w rybołówstwie. Sprzedawana świeża lub solona.